# ベルデ山
ベルデ山（Monte Verde）とは、アフリカ大陸のすぐ西の大西洋上に位置する、サン・ヴィセンテ島に存在する山の1つである。なお「Monte Verde」というのは「緑の山」という意味のポルトガル語である。

## 概要
ベルデの山の山頂の標高は約750mであり

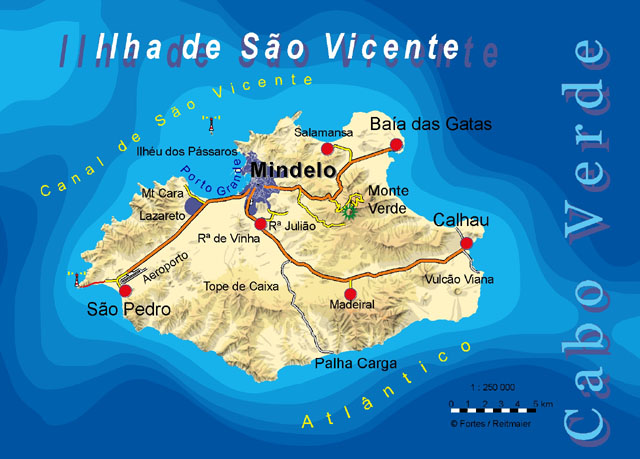
ベルデ山のあるサン・ヴィセンテ島の全島地図。島の東の中央部にある緑の印の付いている場所が、ベルデ山の山頂である。

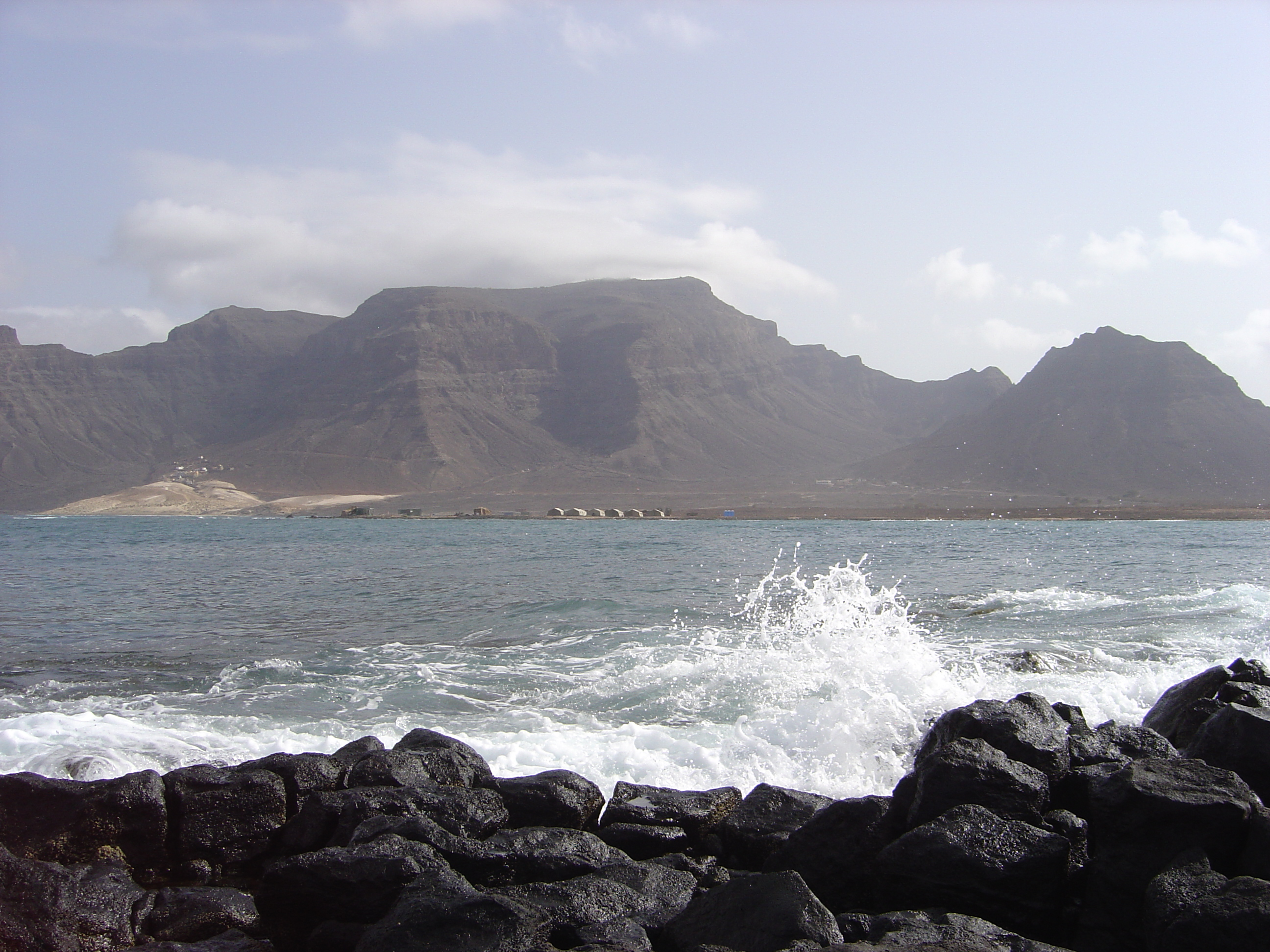
2006年7月4日に撮影されたベルデ山。ほぼハゲ山なのが見て取れる。

、成層火山として形成された山である。そして、ベルデ山は活動中の火山だとされている。しかしながら、サン・ヴィセンテ島は活火山とされているベルデ山が存在する火山島でありながら比較的侵食の進んだ島（長らく噴火によって多くの噴出物が出るようなことが起こっていない島）であり、この程度の標高の山であっても、同島においては最高峰である。つまり、ベルデ山では長らく噴火などが起きておらず、ベルデ山自体も比較的侵食が進んでいる。
このベルデ山はカーボベルデに属しており、同国によって、この山は国立公園に指定されている

。
サン・ヴィセンテ島にはダバリア・カナリエンシスなどの固有種が存在している

。
さらに、この島には17種の絶滅危惧種の植物が存在している

。
なお、この山から西に約8kmほどの所には、サン・ヴィセンテ島の中心都市で、カーボベルデにおいては第2位の人口を有する都市であるミンデロが存在しており、この町から、この山を見ることも可能である。